# Луїза Вікторія Прусська
Луїза Вікторія Прусська, повне ім'я Луїза Вікторія Маргарита Антуанетта Сіґлінда Тіра Стефанія Прусська (нім. Luise Viktoria von Preußen, 23 серпня 1917 — 23 березня 2009) — прусська принцеса з дому Гогенцоллернів, донька принца Пруссії Фрідріха Сиґізмунда та принцеси Шаумбург-Ліппської Марії Луїзи, дружина Ганса Райнхольда.

## Життєпис
Луїза Вікторія народилась 23 серпня 1917 року у замку Кляйн-Ґлініке. Вона була первістком в родині прусського принца Фрідріха Сиґізмунда та його дружини Марії Луїзи Шаумбург-Ліппської. Згодом у неї з'явився молодший брат Фрідріх Карл.
У 25 років принцеса вийшла заміж за свого однолітка Ганса Райнхольда. Весілля відбулося 12 вересня 1942 року в Потсдамі. За п'ять місяців у подружжя народився їхній єдиний син, Манфред Фрідріх Аксель (нар. 1943) — одружений із С'юзан Юдіт Маковскі, дітей не має.
2 червня 1949 року відбулося розлучення пари. Луїза Вікторія більше у шлюб не вступала.
З початку 50-х і до самої смерті проживала у замку Бюкебург. Пішла з життя 23 березня 2009 року в 91-річному віці. Похована на родинному кладовищі Ґлініке.